# ВЛ41
Електровоз ВЛ41 — радянський маневровий електровоз змінного струму «Володимир Ленін», серія 41.

## Історія і конструкція
На початку 1960-х років міністерством шляхів сполучення було прийнято рішення розпочати будівництво маневрових електровозів однофазного струму напругою 25 кВ для магістральних залізниць Радянського Союзу. Будівництво таких електровозів було доручено Дніпропетровському електровозобудівному заводу (ДЕВЗ), який до цього виготовляв промислові електровози. Проектування маневрових електровозів на заводі велося і раніше, причому в 1960-х роках планувався вже випуск чотирьох-і шестивіосних маневрових електровозів з автономною силовою установкою (дизель-генератором). Однак, щоб забезпечити безупинний перехід від виробництва промислових електровозів до випуску маневрових було прийнято рішення розпочати будівництво чотиривісного маневрового тепловоза змінного струму з ігнітронним випрямлячем на базі промислового електровоза Д100М без автономної силової установки.
Перший електровоз нової серії, що отримала позначення ВЛ41 (спочатку Д92), був побудований в 1963 році.
Кузов електровоза зварний, суцільнометалевий. Букси безщелепні, такі ж, як у електровозів ВЛ60. Колісні пари, тягові електродвигуни і зубчаста передача аналогічні електровозу ВЛ8. Для випрямлення струму служити шість ігнітронів, з'єднаних у дві групи по три паралельних в кожній. Схеми ланцюгів керування ТЕД аналогічні електровозу ВЛ60. Маса електровоза - 92 т.
Результати випробувань показали, що електровоз ВЛ41 гірше впливає на колію, ніж електровоз ВЛ80, тому було прийнято рішення встановлювати пружинні амортизатори між брусами візків і буферним брусом кузова. Однак, це призвело до демпферування і лише збільшило негативний вплив локомотива на шлях. Від амортизаторів довелося відмовитися і обмежити максимальну швидкість локомотива до 70 км/год (з спочатку встановленої 100 км/год).
Всього заводом було випущено 78 електровозів серії ВЛ41 (28 локомотивів в 1963 році і 50 у 1964-му).

## Модифікації
У 1966 році один електровоз серії ВЛ41 був переобладнаний в контактно-акумуляторний. До електровозу причепили двовісний тендер з акумуляторною батареєю. Туди ж перемістили і частину електроустаткування електровоза, що дозволило знизити навантаження на колію. Акумуляторна батарея могла заряджатися від контактної мережі під час стоянок і під час руху. При живленні ТЕД від батареї електровоз міг працювати тільки в маневровому режимі.
В 1975-1977 роках 13 електровозів серії ВЛ41 були переобладнані з ігнітронних випрямлячів на кремнієві і отримали позначення ВЛ41К.

## Експлуатація

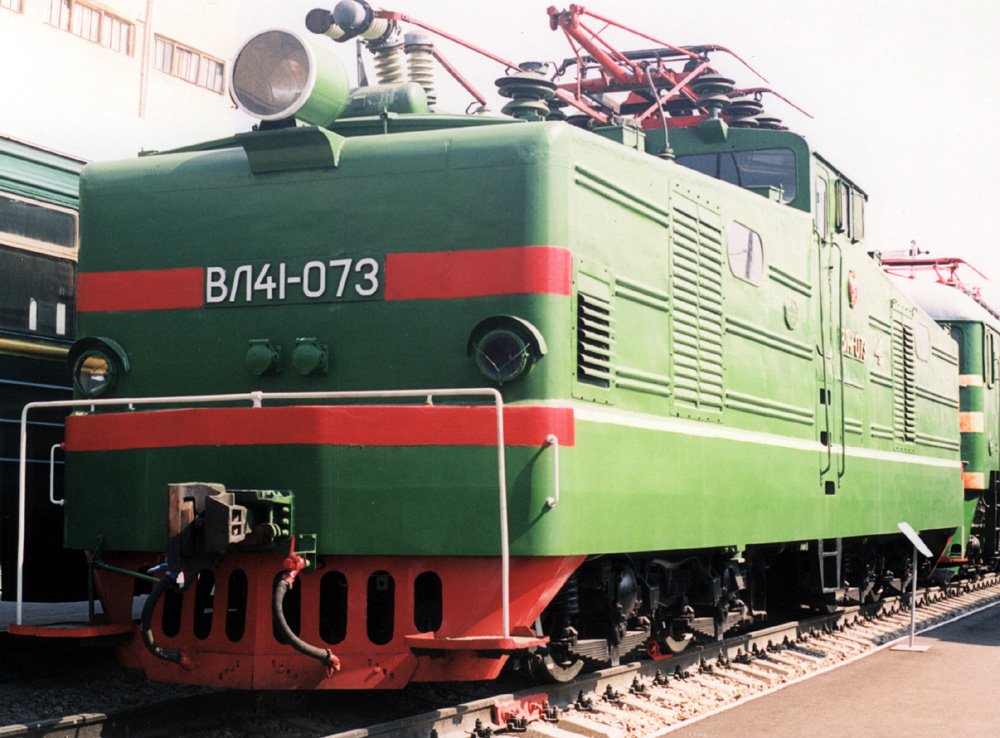
Електровоз ВЛ41-073

Електровози серії ВЛ41 надходили для маневрової роботи на Східно-Сибірську, Горьківську, Західно-Сибірську, Московську, Одесько-Кишинівську, Північно-Кавказьку і Південно-Східну залізниці. Однак, локомотиви виявилися погано пристосованими для маневрової роботи - недостатня зчіпна маса, високе навантаження на рейки, мала сила тяги і максимальна швидкість, а також відсутність контактного дроту над деякими шляхами станцій сильно обмежували застосування цих електровозів як для маневрової, так і для вивізної роботи. Електровози стали передавати промисловим підприємств вуглевидобувної галузі і на колії електростанцій (з заміною обмоток трансформаторів на напругу 10 кВ). Основна частина локомотивів була виключена з парку МШС вже в 1970-1975 роках. Останні електровози серії ВЛ41К виключили з інвентарю МШС в 1990 році.
Можливо, перехід на будівництво на Дніпропетровському заводі шестивісних електровозів з автономним дизель-генератором зміг би вирішити основну масу виниклих проблем, однак, проект був зупинений у зв'язку з початком будівництва маневрових електровозів постійного струму з акумуляторними батареями (електровози серії ВЛ26).